# Station Amberley
Amberley is een station van National Rail in Horsham in Engeland. Het station is eigendom van Network Rail en wordt beheerd door Southern. 